# Santi Jara
Santiago Jara Collado (Almansa, Albacete, España, 2 de febrero de 1991) es un futbolista español que juega de centrocampista en la Deportiva Minera de Segunda Federación.

## Trayectoria
Comenzó a jugar al fútbol en un equipo de su localidad natal conocido como Castillo Almansa-Sportman. Posteriormente, pasó a las categorías inferiores de la U. D. Almansa hasta que en la temporada 2008-09 se fue al Albacete Balompié, donde llegó a jugar en División de Honor Juvenil. Sin embargo, la crisis financiera que vivía el club obligó a prescindir de entrenadores y jugadores de los filiales, y Santi fue uno de los perjudicados. Un año después ingresó en las filas del Almansa, que competía en Tercera División, donde llegó a disputar la promoción de ascenso a Segunda División B en la temporada 2010-11.
Posteriormente, fue fichado por el Real Sporting de Gijón "B", equipo con el que debutó el 21 de agosto de 2011 contra el Real Madrid Castilla C. F. en el estadio Alfredo Di Stéfano. Su primer gol con el filial sportinguista lo consiguió contra La Roda C. F., en la jornada 14 de la campaña 2011-12, tras un disparo desde fuera del área. Su debut con el primer equipo del Real Sporting de Gijón se produjo el 27 de noviembre de 2012 ante el C. A. Osasuna, en el encuentro de vuelta de los dieciseisavos de final de la Copa del Rey. El 2 de febrero de 2013 jugó su primer partido en Segunda División con el Sporting, celebrado en el estadio El Molinón frente al Real Racing Club de Santander. Marcó su primer gol con el equipo rojiblanco el día 16 de marzo en un encuentro ante el F. C. Barcelona "B".
En la campaña 2014-15 consiguió el ascenso a Primera División con el Sporting y, al término de la misma, rescindió su contrato con el club para fichar por el Albacete Balompié. Tras descender con el equipo manchego a la Segunda División B en la campaña 2015-16, se incorporó al F. C. Saburtalo Tbilisi de la Primera División de Georgia. En diciembre de 2016 fichó por el Real Racing Club de Santander. De cara a la temporada 2017-18 firmó un contrato con el Real Murcia C. F. y jugó treinta y siete partidos en los que anotó cuatro goles. Al término de la campaña, se desvinculó del club y fichó por el F. C. Cartagena.
En las filas del F. C. Cartagena jugaría durante las temporadas 2018-19 y 2019-20, siendo un jugador importante en los esquemas de Gustavo Munúa.
El 20 de julio de 2020, el FC Cartagena lograría el ascenso a la Segunda División de España tras eliminar al Atlético Baleares en la tanda de penaltis en la eliminatoria de campeones, tras haber sido líderes del Grupo IV tras la finalización de la liga regular por el coronavirus.
El 30 de septiembre de 2020, se convierte en jugador del UCAM Murcia Club de Fútbol de la Segunda División B de España.
El 28 de enero de 2022, tras rescindir su contrato con el UCAM Murcia Club de Fútbol, firma por el Real Murcia Club de Fútbol de la Segunda División RFEF.
El 30 de enero de 2023, firma por el Club de Fútbol Fuenlabrada de la Primera División RFEF.
El 25 de agosto de 2023, firma por la Real Balompédica Linense de la Segunda División RFEF.
En la temporada 2024-25, firma por el Manchester 62 Football Club de la Gibraltar Football League.
El 30 de enero de 2025, firma por la Deportiva Minera de Segunda Federación.

## Clubes
| Club                          | País      | Año       |
| ----------------------------- | --------- | --------- |
| U. D. Almansa                 | España    | 2009-2011 |
| Real Sporting de Gijón "B"    | España    | 2011-2013 |
| Real Sporting de Gijón        | España    | 2013-2015 |
| Albacete Balompié             | España    | 2015-2016 |
| F. C. Saburtalo Tbilisi       | Georgia   | 2016      |
| Real Racing Club de Santander | España    | 2016-2017 |
| Real Murcia C. F.             | España    | 2017-2018 |
| F. C. Cartagena               | España    | 2018-2020 |
| UCAM Murcia Club de Fútbol    | España    | 2020-2022 |
| Real Murcia C. F.             | España    | 2022-2023 |
| Club de Fútbol Fuenlabrada    | España    | 2023      |
| Real Balompédica Linense      | España    | 2023-2024 |
| Manchester 62 Football Club   | Gibraltar | 2024-2025 |
| Deportiva Minera              | España    | 2025-     |